# Opération Bernhard

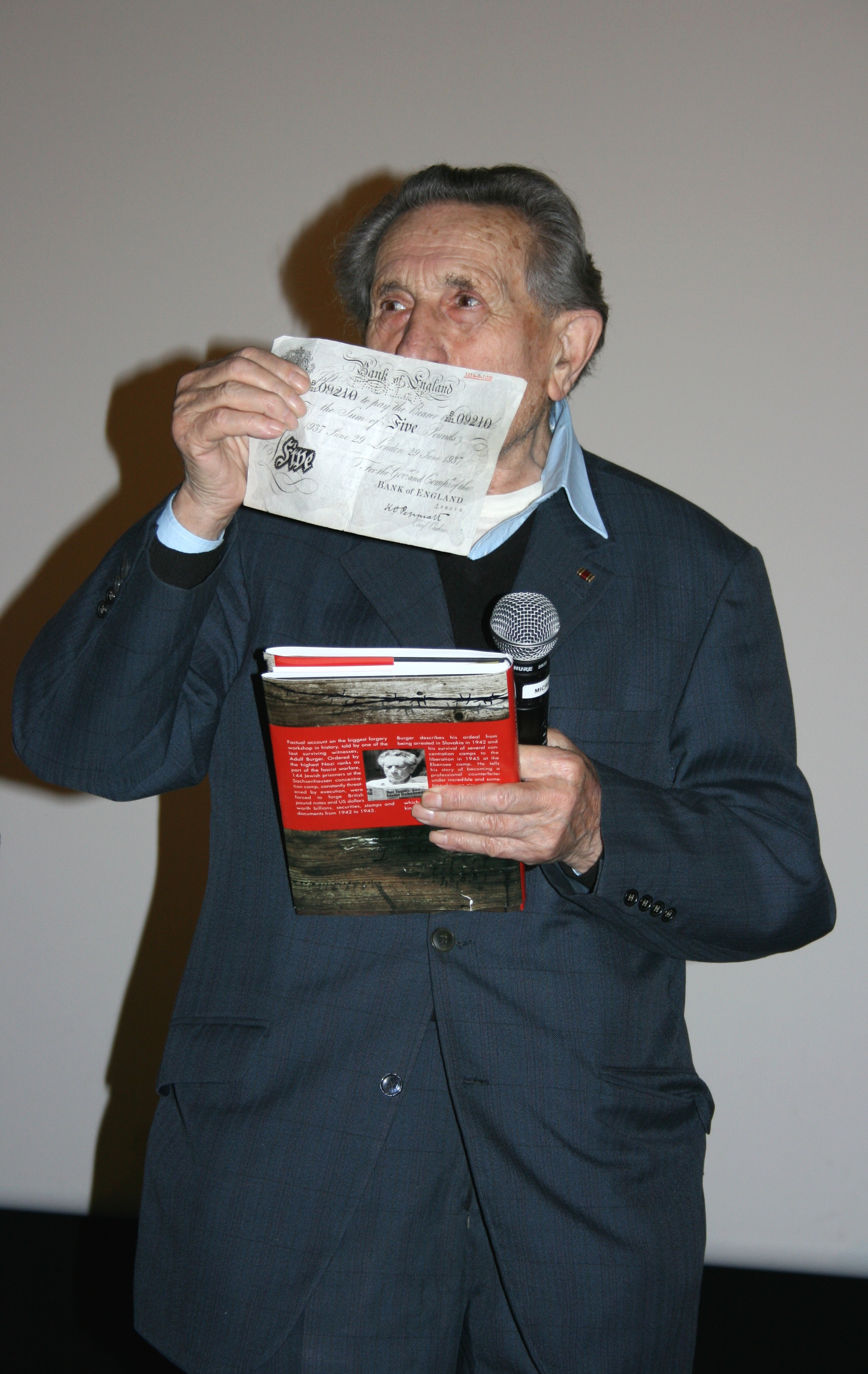
Adolf Burger présentant un faux billet de l'opération Bernhard en janvier 2008 à Paris, en France.

Pour les articles homonymes, voir Bernhard.
Pendant la Seconde Guerre mondiale
L'opération Bernhard était un projet de l'Allemagne nazie visant à falsifier des billets de banque britanniques. Le plan initial consistait à larguer les billets sur la Grande-Bretagne pour provoquer l'effondrement de l'économie britannique pendant la Seconde Guerre mondiale. La première phase a été menée à partir du début de 1940 par le Sicherheitsdienst (SD) sous le titre Unternehmen Andreas (Opération Andréas). L'unité a reproduit avec succès le papier chiffon utilisé par les Britanniques, a produit des blocs de gravure presque identiques et a décodé l'algorithme utilisé pour créer le code de série alphanumérique sur chaque billet. L'opération a cessé au début de 1942 après que son chef, Alfred Naujocks, a perdu la faveur de son supérieur, Reinhard Heydrich.
L'action a été relancée plus tard dans l'année ; l'objectif a été modifié pour falsifier de l'argent afin de financer les opérations de renseignement allemandes. Au lieu d'une unité spécialisée au sein du SD, des prisonniers des camps de concentration nazis furent sélectionnés et envoyés au camp de concentration de Sachsenhausen pour travailler sous les ordres du major SS Bernhard Krüger. L'unité a produit des billets britanniques jusqu'à la mi-1945 ; les estimations du nombre et de la valeur des billets imprimés varient de 132,6 millions à 300 millions de livres sterling. Au moment où la production a cessé, le graphisme pour les dollars américains avait été perfectionné, bien que le papier et les numéros de série soient encore en cours d'analyse. La fausse monnaie était blanchie en échange d'argent et d'autres actifs. Les faux billets de l'opération ont été utilisés pour payer l'agent turc Elyesa Bazna — nom de code Cicero — pour son travail d'obtention de secrets britanniques auprès de l'ambassadeur britannique à Ankara, et 100 000 livres de l'opération Bernhard ont été utilisées pour obtenir des informations qui ont aidé à libérer le leader italien Benito Mussolini lors de l'opération Eiche en septembre 1943.
Au début de 1945, l'unité a été transférée au camp de concentration de Mauthausen-Gusen en Autriche, puis dans la série de tunnels de Redl-Zipf (en) et enfin au camp de concentration d'Ebensee. En raison d'une interprétation trop rigoureuse d'un ordre allemand, les prisonniers ne furent pas exécutés à leur arrivée ; ils furent libérés peu après par l'armée américaine. Une grande partie de la production de l'unité fut déversée dans les lacs Toplitz et Grundlsee à la fin de la guerre, mais une quantité suffisante fut mise en circulation pour que la Banque d'Angleterre cesse d'émettre de nouveaux billets et en produise un nouveau modèle après la guerre.

## Contexte

### Papier-monnaie britannique

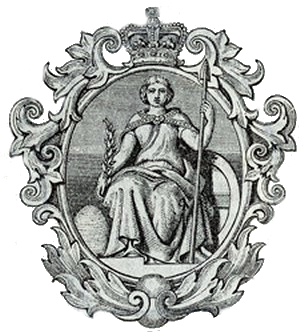
Figure allégorique de Britannia qui figurait en haut à gauche des billets britanniques.

Les dessins utilisés sur le papier-monnaie britannique au début de la Seconde Guerre mondiale ont été introduits en 1855 et n'ont été que légèrement modifiés dans l'intervalle. Les billets étaient faits de papier chiffon blanc avec une impression noire sur une face et montraient une gravure de Britannia par Daniel Maclise, de l'Académie royale des arts, dans le coin supérieur gauche. Les billets de 5 livres (en), également appelés White Fiver, mesuraient 195 × 120 mm, tandis que les billets de 10 (en), 20 (en) et 50 livres (en) mesuraient 210 × 133 mm.
Les billets comportaient 150 marques mineures qui servaient de mesures de sécurité pour identifier les contrefaçons. Ces marques étaient souvent interprétées comme des erreurs d'impression et étaient changées entre les différentes émissions de billets,. Chaque billet portait un numéro de série alphanumérique et la signature du caissier en chef de la Banque d'Angleterre (en). Avant que la Banque d'Angleterre ne mette en circulation les billets, tous les numéros de série étaient enregistrés dans des grands livres afin que la banque puisse vérifier son passif ; ces numéros étaient vérifiés lorsque les billets revenaient à la banque,.
Un filigrane apparaissait au milieu de chaque billet ; il différait selon la valeur de la monnaie et la désignation alphanumérique de la série utilisée. Selon John Keyworth, le conservateur du musée de la Banque d'Angleterre, comme le papier-monnaie n'avait jamais été contrefait avec succès, la Banque d'Angleterre « était un peu complaisante quant à la conception de ses billets et à leur production » ; il a décrit les billets comme étant « technologiquement ... très simples ».

### Origines du plan
Lors d'une réunion le 18 septembre 1939, Arthur Nebe, le chef du département central d'enquêtes criminelles a présenté une proposition visant à utiliser des faussaires connus pour contrefaire la monnaie en papier britannique. Les faux billets — d'une valeur de 30 milliards de livres sterling — seraient ensuite largués par avion sur la Grande-Bretagne, provoquant un effondrement financier et la perte de son statut de monnaie globale (en),. L'officier supérieur de Nebe, Reinhard Heydrich, a aimé le plan, mais n'était pas très confiant dans l'utilisation des fichiers de police pour trouver les individus disponibles,. Joseph Goebbels, le ministre de la propagande du Reich, l'a décrit comme einen grotesken Plan, bien qu'il ait vu son potentiel. La principale objection à ce plan est venue de Walther Funk, le ministre de l'économie du Reich, qui a déclaré qu'il violerait le droit international. Adolf Hitler, le Chancelier allemand, donna l'approbation finale pour la poursuite de l'opération,.
Bien que la discussion devait être secrète, en novembre 1939, Michael Palairet (en), l'ambassadeur de Grande-Bretagne en Grèce, rencontra un émigré russe qui lui donna tous les détails du plan discuté lors de la réunion du 18 septembre ; selon le rapport de l'émigré, le plan était intitulé « Offensive contre la livre sterling et destruction de sa position en tant que monnaie mondiale ». Palairet a rapporté l'information à Londres, qui a alerté le département du Trésor américain et la Banque d'Angleterre. Bien que la Banque ait considéré que les mesures de sécurité existantes étaient suffisantes, en 1940, elle a émis un billet d'urgence bleu de une livre dont le papier était traversé par un fil métallique de sécurité. Elle interdit également l'importation de billets en livres sterling pendant toute la durée de la guerre en 1943, arrêta la production de nouveaux billets de cinq livres sterling et mit en garde le public contre le danger de la fausse monnaie,.

### Opération Andreas

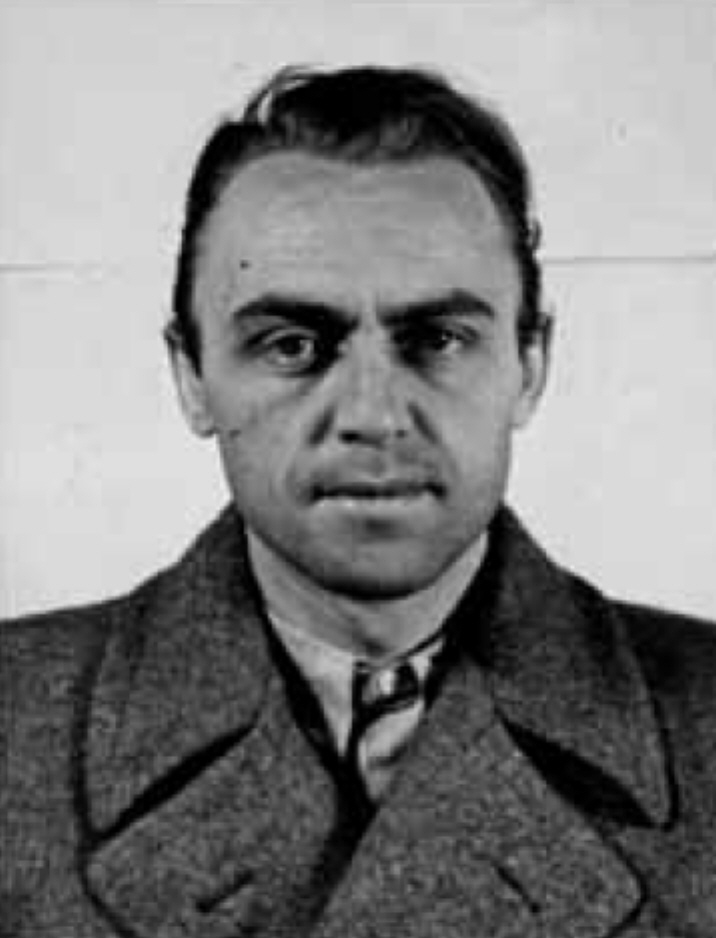
Alfred Naujocks, superviseur de l'Opération Andreas.

Après avoir reçu le feu vert d'Hitler, Heydrich a ouvert une unité de contrefaçon sous le titre opérationnel Unternehmen Andreas,,,. L'ordre de Heydrich de mettre en place l'unité stipulait :

« Il ne s'agit pas d'une contrefaçon au sens habituel du terme, mais de la production autorisée de fac-similés. Les billets doivent être une copie tellement parfaite de l'original que même les experts les plus expérimentés en matière de billets de banque ne puissent pas faire la différence. »

Début 1940, l'unité de contrefaçon est créée à Berlin au sein du département technique du Sicherheitsdienst (SD), dirigé par Alfred Naujocks, un major de la Schutzstaffel (SS) paramilitaire. Le contrôle opérationnel quotidien est placé sous les auspices du directeur technique de Naujocks, Albert Langer, mathématicien et cryptologue,. Le duo a décomposé la tâche en trois étapes : produire du papier identique, préparer des plaques d'impression identiques aux billets britanniques et dupliquer le système de numérotation de série britannique.
Les Allemands ont décidé de se concentrer sur les billets ayant le plus grand nombre en circulation, ceux de cinq livres. Des échantillons de billets britanniques ont été envoyés à des collèges techniques pour analyse, qui ont rapporté qu'il s'agissait de papier chiffon sans cellulose ajoutée. Naujocks et Langer se sont rendu compte que le papier devait être fait à la main. La couleur des premiers échantillons était différente de l'original ; les Allemands avaient utilisé de nouveaux textiles. Après des essais à la papeterie de Hahnemühle (en), les textiles ont été utilisés par des usines locales, puis nettoyés avant d'être utilisés pour fabriquer le papier ; les couleurs des billets contrefaits et des billets originaux ont alors correspondu. Lorsque les premiers échantillons de papier ont été produits, dans une usine de Spechthausen, ils semblaient identiques aux billets britanniques à la lumière normale, mais semblaient ternes à la lumière ultraviolette. Langer a supposé que cela était dû à la composition chimique de l'eau utilisée pour la fabrication du papier et de l'encre. Il a reproduit l'équilibre chimique de l'eau britannique afin de faire correspondre les couleurs,,.
Pour rompre la disposition codée de la désignation alphanumérique de la série, Langer a travaillé avec des experts bancaires, examinant les registres de devises des vingt dernières années afin de reproduire l'ordre correct. Aucune trace de l'opération Andreas n'a été conservée et la méthode utilisée par les Allemands pour identifier les séquences correctes n'est pas connue. L'historien du papier Peter Bower déclare qu'il est possible que des techniques adaptées de celles utilisées dans la cryptanalyse aient été utilisées pour casser les séquences. Les graveurs allemands travaillant sur les plaques de gravure ont eu du mal à reproduire la vignette de Britannia, qu'ils ont surnommée « Bloody Britannia en raison de sa difficulté. Au bout de sept mois, les faussaires ont terminé ce qu'ils pensaient être une copie parfaite, bien que Kenworthy affirme que les yeux de la figure sont incorrects,.
Fin 1940, Naujocks avait été démis de ses fonctions après avoir perdu la faveur de Heydrich,,. L'unité de contrefaçon a continué sous la direction de Langer avant son départ au début de 1942, date à laquelle elle a cessé ses activités ; il a déclaré plus tard qu'en 18 mois, l'unité avait produit environ trois millions de livres de faux billets ; l'historien Anthony Pirie estime le chiffre à 500 000 livres. La majeure partie de la monnaie produite dans le cadre de l'opération Andreas n'a jamais été utilisée.

## Renaissance sous Krüger

### Relance du plan

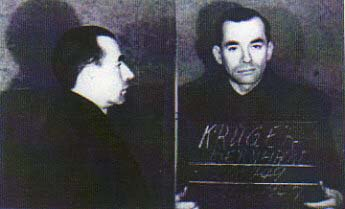
Le Sturmbannführer SS Bernhard Krüger, après sa capture en 1946.

En juillet 1942, à la suite de changements dans l'objectif du plan, le Reichsführer-SS Heinrich Himmler relance l'opération. Alors que le plan initial était de provoquer l'effondrement de l'économie britannique en faisant passer les billets au Royaume-Uni, la nouvelle intention de Himmler était d'utiliser la fausse monnaie pour financer les opérations de renseignement allemandes,. Les services de sécurité sous le contrôle d'Himmler étaient mal financés et les faux billets ont été utilisés pour couvrir le manque à gagner des recettes de la Reichsbank.
Le Sturmbannführer SS Bernhard Krüger a remplacé Naujocks ; en fouillant dans les bureaux utilisés quotidiennement par l'opération Andreas, il a trouvé les plaques de gravure en cuivre et les machines, bien que certains des fils de métal utilisés pour fabriquer les filigranes aient été pliés. On lui ordonna d'utiliser les prisonniers juifs incarcérés dans les camps de concentration nazis, et il installa son unité dans les blocs 18 et 19 à Sachsenhausen. Les blocs étaient isolés du reste du camp par des clôtures de barbelés supplémentaires, et une unité SS-Totenkopfverbände était assignée comme garde,,.
Kruger a visité plusieurs autres camps de concentration pour rassembler les personnes dont il avait besoin, en sélectionnant principalement celles qui avaient des compétences en dessin, gravure, imprimerie et banque,. En septembre 1942, les 26 premiers prisonniers de l'opération Bernhard arrivent à Sachsenhausen ; 80 autres arrivent en décembre. Lorsqu'il les rencontra, Kruger les appela « Sie », dans la forme formelle et polie, plutôt que le « Du » plus humiliant, qui était normalement utilisé lorsque les nazis parlaient à un Juif. Plusieurs des prisonniers sélectionnés ont rapporté par la suite que Kruger les avait interrogés pour ce rôle et les avait traités avec politesse et bonnes manières. Il a également fourni aux prisonniers des cigarettes, des journaux, des rations supplémentaires et une radio. Les prisonniers avaient une table de ping-pong et jouaient avec les gardiens et entre eux ; des soirées de théâtre amateur avaient également lieu, mises en scène par les prisonniers, avec un public mixte de gardiens et de faussaires ; Kruger fournissait des musiciens pour les numéros musicaux,.

### Fabrication

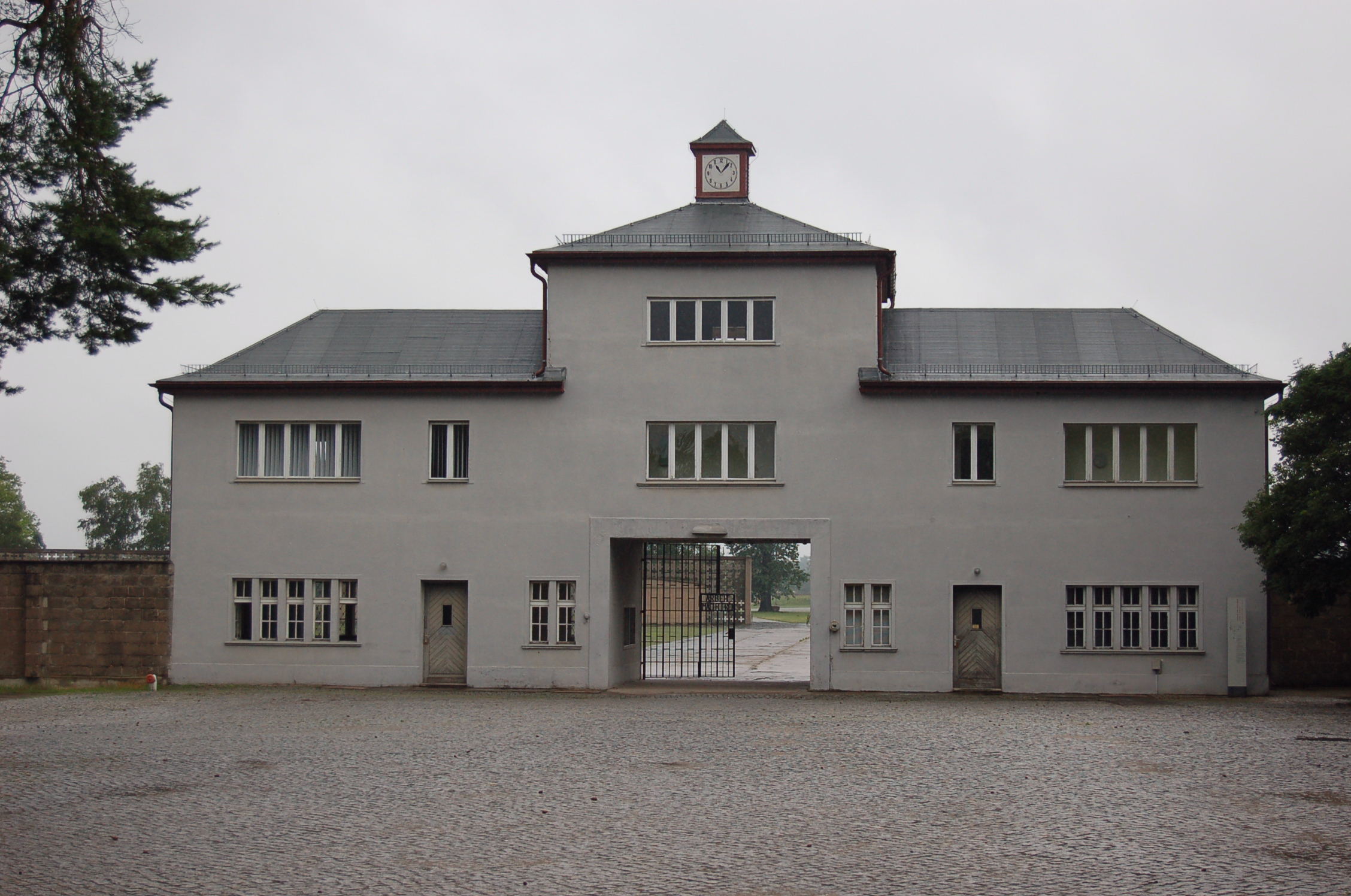
L'entrée du camp de concentration de Sachsenhausen, où les faussaires travaillaient.

Le matériel d'impression a également été livré en décembre, et 12 000 feuilles de papier à billets par mois ont commencé à arriver de Hahnemühle ; elles étaient suffisamment grandes pour que quatre billets soient imprimés sur chaque feuille,. La production de faux billets commença en janvier 1943 ; il fallut un an pour que la production revienne aux niveaux atteints lors de l'opération Andréas.
Chaque section du processus était supervisée par l'un des prisonniers, et les opérations quotidiennes étaient dirigées par Oscar Stein, ancien chef de bureau et comptable. Deux tours de douze heures chacun assuraient une production ininterrompue, avec environ 140 prisonniers au travail,. Les feuilles imprimées, contenant chacune quatre billets, étaient séchées et coupées à l'aide d'une règle en acier ; les bords étaient dégrossis pour imiter la finition des billets britanniques. L'opération atteint son apogée entre la mi-1943 et la mi-1944, avec environ 65 000 billets par mois produits à l'aide de six presses à plat.
Pour vieillir les billets, entre 40 et 50 prisonniers se tenaient sur deux colonnes et se passaient les billets entre eux pour accumuler la saleté, la transpiration et l'usure générale. Certains prisonniers pliaient et repliaient les billets, d'autres épinglaient les coins pour reproduire la façon dont un employé de banque rassemble des liasses de billets. Des noms et adresses britanniques étaient inscrits sur le revers, comme c'était le cas pour certains billets anglais, et des numéros étaient inscrits sur l'avers — reproduisant la façon dont un caissier de banque marquait la valeur d'une liasse,. Quatre niveaux de qualité de billets existaient : le niveau 1 était le plus élevé, destiné à être utilisé dans les pays neutres et par les espions nazis ; le niveau 2 devait servir à payer les collaborateurs ; le niveau 3 concernait les billets qui devaient éventuellement être largués sur la Grande-Bretagne ; le niveau 4 était trop défectueux pour être utile et a été détruit.
Les autorités nazies furent si satisfaites des résultats de l'opération que douze prisonniers, dont trois étaient juifs, reçurent la médaille du mérite de guerre (en), tandis que six des gardes reçurent la croix du mérite de guerre, 2e classe.

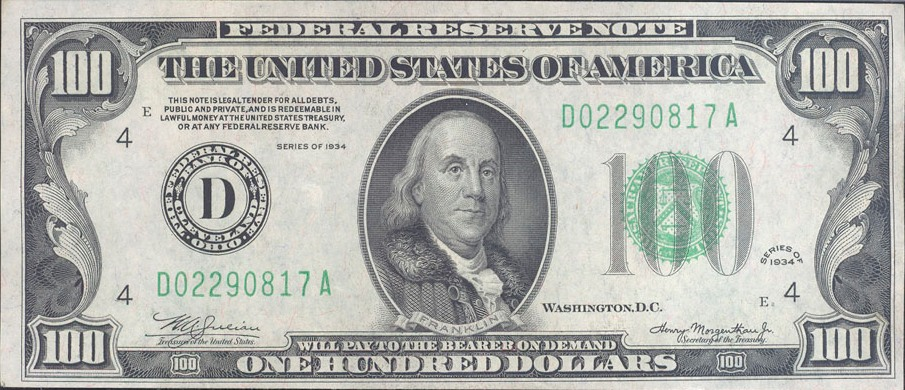
Le billet de 100 dollars américains (avers de la série de 1934) était considéré comme plus difficile à contrefaire en raison de la complexité de son graphisme.

En mai 1944, Ernst Kaltenbrunner, un Obergruppenführer SS du Reichssicherheitshauptamt (Bureau principal de sécurité du Reich ; RSHA), ordonne à l'unité de contrefaçon de commencer à produire de faux dollars américains,. Le graphisme des billets était plus complexe que celui de la monnaie britannique et causait des problèmes aux faussaires. Parmi les autres défis qu'ils ont dû relever figuraient le papier, qui contenait de minuscules fils de soie, et le procédé d'impression en taille douce, qui ajoutait de petites stries au papier.
Les prisonniers ont réalisé que s'ils parvenaient à contrefaire entièrement les dollars, leur vie ne serait plus protégée par le travail qu'ils entreprenaient, ils ont donc ralenti leur progression autant qu'ils le pouvaient. Le journaliste Lawrence Malkin écrit que les prisonniers considéraient que cela avait reçu l'approbation tacite de Krüger, qui serait en première ligne si l'opération Bernhard prenait fin,. En août 1944, Salomon Smolianoff, faussaire condamné, a été ajouté à l'équipe de production de Sachsenhausen pour aider à la contrefaçon des dollars américains,, bien qu'il ait également participé au contrôle de la qualité des billets de banque,,. Les prisonniers juifs qui travaillaient sur l'opération à l'époque se sont plaints à Kruger de devoir travailler avec un criminel, on lui a donc donné sa propre chambre.
Fin 1944, les prisonniers avaient contrefait le revers du dollar et l'avers en janvier 1945. Vingt échantillons du billet de 100 dollars furent produits — sans le numéro de série, dont la numération était encore en cours d'examen — et montrés à Himmler et aux experts bancaires. La qualité de la gravure et de l'impression fut jugée excellente, bien que le papier utilisé fût techniquement inférieur aux billets authentiques,,,.

### Blanchiment et utilisation des faux billets

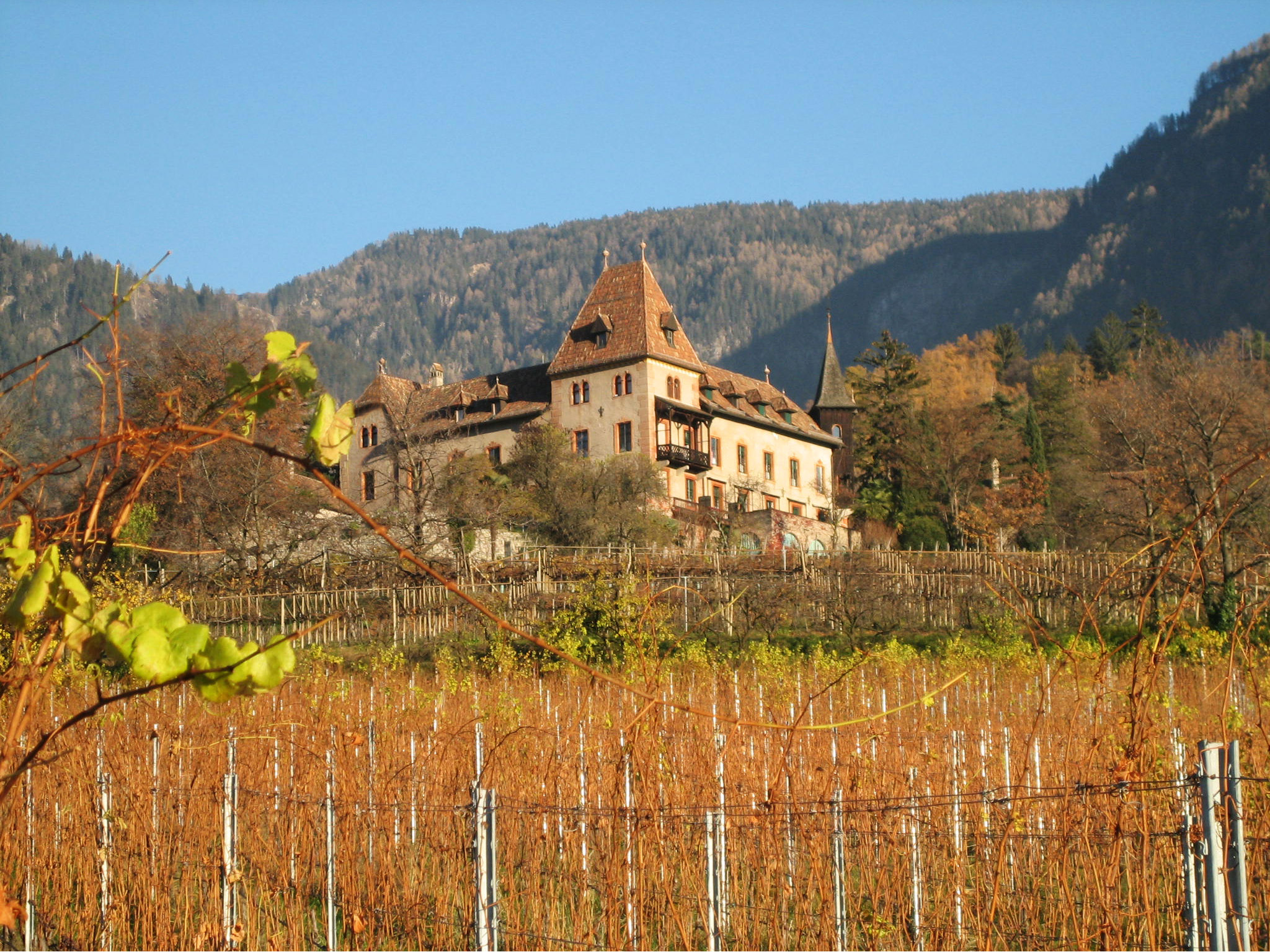
Schloss Labers (château de Labers), lieu de l'installation gérée par la SS où les billets était stocké.

La fausse monnaie a été transportée de Sachsenhausen au château de Labers, dans une installation dirigée par les SS dans le Tyrol du Sud. Elle a été soumise à une opération de blanchiment d'argent dirigée par Friedrich Schwend (de), qui dirigeait un trafic de devises illégales et de contrebande depuis les années 1930,,. Il a négocié un accord dans lequel il serait payé 33,3 % de l'argent qu'il a blanchi ; 25 % ont été donnés à ses agents qui se sont engagés à faire le travail — en paiement de leurs frais et de ceux de leurs sous-agents, ce qui lui laisse 8,3 %. Il a recruté ce qu'il a appelé des « vendeurs » dans différentes régions et a construit un réseau de 50 agents et sous-agents ; certains d'entre eux étaient juifs, délibérément sélectionnés parce qu'il y avait moins de chances que les autorités les considèrent comme travaillant pour les nazis. Il a prétendu à ses agents que l'argent avait été saisi dans les banques des pays occupés,,,.
Schwend s'est vu assigner deux objectifs : échanger la fausse monnaie contre de véritables francs suisses ou des dollars américains et aider au financement d'opérations spéciales, notamment en achetant des armes au marché noir aux partisans yougoslaves puis en les vendant à des groupes pro-nazis en Europe du Sud-Est. Il a également fait en sorte que l'agent turc Elyesa Bazna — nom de code Cicéron — soit payé en faux billets pour son travail d'obtention de secrets de l'ambassadeur britannique à Ankara,,. Des faux billets pour une valeur de 100 000 livres ont été utilisés pour obtenir les informations qui ont permis de libérer le dirigeant italien Benito Mussolini lors du raid au Gran Sasso en septembre 1943.

### Fin de la guerre

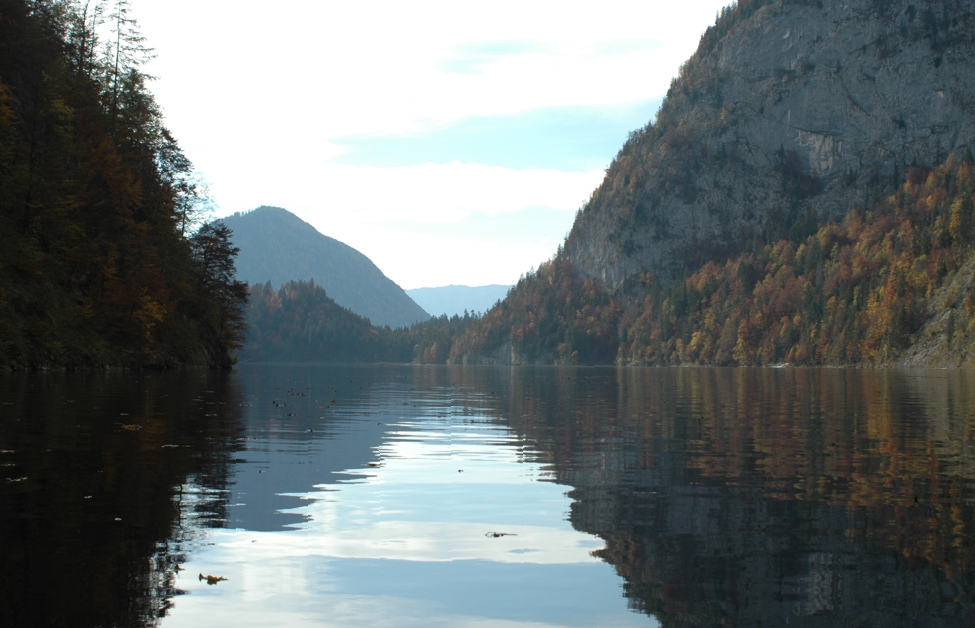
Le lac Toplitz, en Autriche, où les SS ont déversé du matériel d'impression et une partie de la fausse monnaie.

Entre fin février et début mars 1945, avec l'avancée des armées alliées, toute production de billets à Sachsenhausen a cessé. Le matériel et les fournitures furent emballés et transportés, avec les prisonniers, vers le camp de concentration de Mauthausen-Gusen en Autriche, où ils arrivèrent le 12 mars. Peu de temps après, Krüger organisa un nouveau transfert vers les tunnels de Redl-Zipf (en) où la production devait reprendre,. L'ordre de reprise fut bientôt annulé et les prisonniers reçurent l'ordre de détruire les caisses d'argent qu'ils avaient avec eux. Ce qui n'avait pas été brûlé par les prisonniers était chargé dans des camions avec le matériel d'impression et coulé dans les lacs Toplitz et Grundlsee.
Début mai, l'opération Bernhard est officiellement terminée et les prisonniers sont transportés des grottes vers le camp de concentration voisin d'Ebensee. Ils ont été divisés en trois groupes, et un camion devait faire les trajets aller-retour au camp. Un ordre avait été donné pour que les prisonniers soient exécutés, mais seulement une fois qu'ils étaient tous ensemble à Ebensee. Le camion déposa les deux premiers groupes au camp, où les hommes étaient logés séparément de la population générale du camp. Au cours du troisième voyage, le véhicule tomba en panne après avoir pris le dernier groupe de prisonniers ; celui-ci dut rejoindre le camp à pied, ce qui prit deux jours. Comme l'ordre avait spécifié que les prisonniers devaient être tués ensemble, les deux premiers groupes ont été mis en sécurité pour attendre leurs camarades. En raison du retard du troisième voyage et de la proximité de l'armée alliée qui avançait, le 5 mai, les deux premiers groupes furent sortis de leur isolement et leurs gardes SS s'enfuirent. Cet après-midi-là, le troisième groupe est arrivé au camp. Lorsque les gardes ont appris ce qui était arrivé aux deux premiers groupes, ils ont également libéré leurs prisonniers dans la population carcérale principale et se sont enfuis. Les Américains sont arrivés le jour suivant et ont libéré le camp,.
Les estimations du nombre et de la valeur des billets imprimés pendant l'opération Bernhard varient d'un total de 132 610 945 £ (dont 10 368 445 £ ont été envoyés au bureau central de la RHSA) à 300 millions de £ (dont 125 millions de £ de billets utilisables).

## Conséquences et postérité
Krüger se cacha chez lui jusqu'en novembre 1946, date à laquelle il se rendit aux autorités britanniques. La falsification de la monnaie de l'ennemi n'était pas un crime de guerre ; il n'a fait l'objet d'aucune accusation. Il a été détenu jusqu'au début de 1947, date à laquelle il a été remis aux Français, qui tentèrent de le persuader de falsifier des passeports pour eux, mais il refusa ; il fut libéré en novembre 1948. Il a subi un processus de dénazification, au cours duquel des déclarations ont été produites par les détenus-faussaires dont il avait la charge. Il a ensuite travaillé pour la société de papier Hahnemühle,. En 1965, l'écrivain est-allemand Julius Mader (en) a publié un livre intitulé « Der Banditenschatz », une attaque contre le gouvernement ouest-allemand pour avoir donné asile à Kruger.
Schwend a amassé une fortune grâce à l'opération Bernhard. Il a été capturé par les forces américaines en juin 1945. Celles-ci ont essayé de l'utiliser pour aider à la mise en place d'un réseau de contre-espionnage en Allemagne, l'organisation Gehlen.  Après avoir été pris en train d'essayer de tromper le réseau, il s'est enfui au Pérou. Bien qu'il ait périodiquement servi d'informateur aux services de renseignement péruviens, il a été arrêté pour contrebande de devises et vente de secrets d'État. Après une peine de deux ans de prison, il a été expulsé vers l'Allemagne de l'Ouest où il a été jugé, en 1979, pour un meurtre commis en temps de guerre ; il a été condamné à une peine avec sursis pour homicide involontaire.

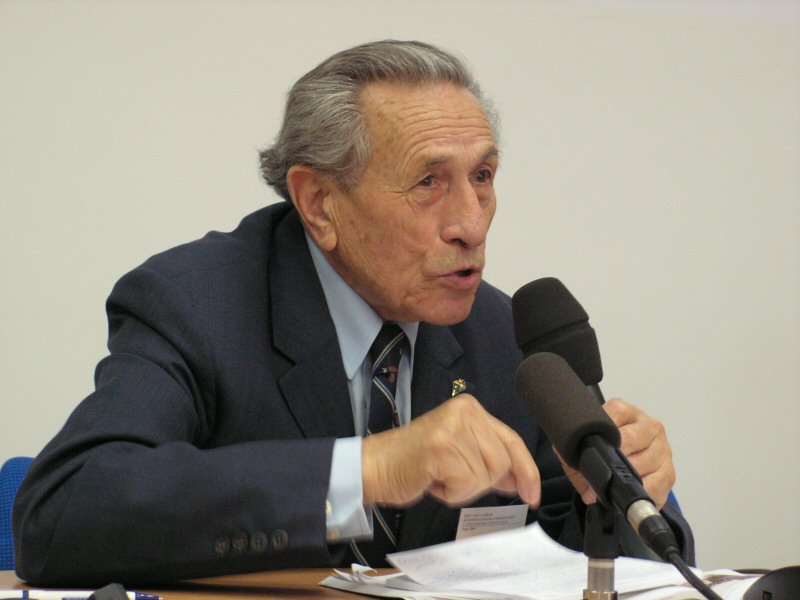
Adolf Burger. Il a écrit ses mémoires d'ancien prisonnier de camp de concentration impliqué dans l'opération Bernhard.

Le lac Toplitz a fait l'objet de plusieurs recherches à grande échelle. En 1958, une expédition a permis de localiser plusieurs caisses de faux billets de l'opération Bernhard et un livre détaillant la numérotation de la Banque d'Angleterre,. À la suite de la mort d'un plongeur dans le lac en 1963 — parmi ses deux compagnons sur le lac se trouvaient un ancien agent secret nazi et un homme d'affaires allemand mentionné en rapport avec les fausses pièces d'or — le gouvernement autrichien a entrepris une fouille pendant un mois dans le lac, au cours de laquelle il a retrouvé d'autres caisses de billets,. Le zoologiste Hans Fricke, de l'Institut Max Planck, a fouillé le fond du lac pendant plusieurs années à la recherche d'espèces aquatiques rares. En 1989, il a emmené Krüger dans un mini-sous-marin lors d'un de ses voyages d'exploration,. En 2000, le submersible, qui a servi à fouiller l'épave du RMS Titanic, a été utilisé pour explorer le fond du lac et plusieurs caisses de billets ont été récupérées, en présence d'Adolf Burger, ancien prisonnier impliqué dans l'opération de contrefaçon,.
Voyant la qualité des billets, un responsable d'une banque les a décrits comme « les plus dangereux jamais vus » ; le filigrane étant la manière la plus fiable pour détecter les faux. Des billets contrefaits d'une valeur de 15 à 20 millions de livres sterling étaient en circulation à la fin de la guerre. Avec un tel volume en circulation, en avril 1943, la Banque d'Angleterre a cessé de mettre en circulation tous les billets de 10 livres sterling (en) et plus. En février 1957, un nouveau billet de 5 livres sterling (en) fut émis ; le billet bleu était imprimé sur les deux faces et « reposait sur de subtils changements de couleur et une gravure machine détaillée » pour plus de sécurité. D'autres coupures modifiées ont également été introduites : le billet de 10 livres en février 1964, le billet de 20 livres (en) en juillet 1970 et le billet de 50 livres (en) en mars 1981.
Les Tilhas Tizig Gesheften (en), un petit groupe formé de la Brigade juive de l'armée britannique, s'approvisionnaient en fausses livres auprès de Jaacov Levy, l'un des agents de blanchiment de Schwend. Les faux billets ont été utilisés pour acheter du matériel et pour faire venir des personnes déplacées en Palestine, au mépris du blocus britannique du territoire.
Plusieurs récits de mémoires ont été publiés par d'anciens prisonniers, dont l'ouvrage norvégien Falskmynter i blokk 19 de Moritz Nachtstern (no) (1949) et Des Teufels Werkstatt, un livre en langue allemande d'Adolf Burger (1983). Ces deux ouvrages ont été traduits en anglais ; plusieurs récits de l'opération ont également été publiés,,.
En 1981, Private Schulz (en), une version télévisuelle de l'opération Bernhard, a été diffusée sur la BBC sous forme de comédie dramatique. La série télévisée mettait en vedette Michael Elphick (en) et Ian Richardson. En 2007, les mémoires d'A Burger ont servi de base à une adaptation cinématographique, Les Faussaires, qui raconte l'histoire de Salomon Sorowitsch, un personnage vaguement inspiré des vies de Smolianoff et de Burger. Le film a remporté l'Oscar du meilleur film en langue étrangère lors de la 80e édition des Academy Awards.
La politique de la Banque d'Angleterre est d'échanger tous les billets retirés à la valeur nominale indiquée sur le billet, à l'exception de la fausse monnaie,. Des exemples de contrefaçons de l'opération Bernhard sont vendues ou sont mises aux enchères par des marchands pour une valeur nominale supérieure à celle des cinq livres sterling d'origine ou autres coupures, avec indications spécifiques,. On trouve également des exemples de ces billets au musée de la Banque nationale de Belgique et au musée de la Banque d'Angleterre,.